# Kóxari
Kóxari, en grec moderne : Κόξαρη, est un village du dème de Chersónissos, dans le district régional de Héraklion, de la Crète, en Grèce. Selon le recensement de 2001, la population de Kóxari compte 156 habitants. Il est situé à une altitude de 180 m et à une distance de 23,3 km de Héraklion.